# ホモ・ハビリス
ホモ・ハビリス（Homo habilis）は、240万年前から140万年前まで存在していたヒト属の一種。
ラテン語で「器用な人」の意。
1964年、タンザニアのオルドヴァイでルイス・リーキーによって発見された。現在分かっている限り最も初期のヒト属である。容姿はヒト属の中では現生人類から最もかけ離れており、身長は大きくても135cmと低く、不釣合いに長い腕を持っていた。ヒト科のアウストラロピテクスから枝分かれしたと考えられている。脳容量は現生人類の半分ほどである。かつては初期型ホモ・エレクトスへと繋がりがある現生人類の祖先と考えられていたが、2007年ネイチャー誌上で両種がおよそ50万年以上に渡って同時期に存在していたとする記事が掲載された。この発見を発表したグループはホモ・ハビリスはホモ・エレクトスとは共通の祖先から枝分かれし、現生人類へと繋がることなく絶滅した種であるという見解を示している。
地質年代の第四紀は、ホモ・ハビリスに代表されるヒト属の出現を基準に、地質層序や気候変動を併用し開始年代が決定されている。

## 研究史
- 1964年 タンザニアでホモ・ハビリスの化石が発見された[2]。